# Virus de la inmunodeficiencia humana
El virus de la inmunodeficiencia humana (VIH) es un lentivirus (un género de la familia retrovirus) que causa la infección por VIH.Se trata de un virus que, en promedio, en 10 años en países desarrollados o en 5 años en países con deficiente salud pública, provoca el desarrollo del síndrome de inmunodeficiencia adquirida (sida), una enfermedad  que progresa hacia el fallo del sistema inmune, lo que permite que se desarrollen infecciones oportunistas y cánceres potencialmente mortales, cuando los niveles de linfocitos T CD4+ están por debajo de 200 por mililitro. Sin tratamiento, se estima que el promedio de supervivencia después de la infección de VIH es de nueve a once años, dependiendo del subtipo de VIH. La infección por VIH ocurre únicamente a través de los siguientes fluidos de las personas infectadas: sangre, semen, flujo vaginal, líquido preseminal y leche de lactancia. Dentro de estos fluidos corporales, el VIH está presente como partículas libres y como virus dentro de células inmunes infectadas.[cita requerida]
El VIH infecta células vitales en el sistema inmune humano, como las células T helper (específicamente, células CD4+), macrófagos y células dendríticas. La infección por VIH puede llevar a niveles bajos de células T CD4+ a través de varios mecanismos, incluidos la piroptosis de células T infectadas inutilizadas, apoptosis de células no infectadas próximas, muerte viral directa de las células infectadas y muerte de las células T CD4+ por los linfocitos citotóxicos CD8 que reconocen a las células infectadas. Cuando el número de células T CD4+ disminuyen bajo un nivel crítico, se pierde la inmunidad celular y el organismo se vuelve progresivamente más susceptible a las infecciones oportunistas asociadas a VIH. La transmisión del virus puede prevenirse con el uso adecuado del preservativo al momento de tener relaciones sexuales.
Las parejas donde una persona tiene VIH y la otra persona no tiene VIH, se les conoce como pareja serodiscordante.

## Categorización
El virus de la inmunodeficiencia humana forma parte del  género Lentivirus. Estos constituyen un grupo dentro de la familia Retroviridae. Los virus de este grupo poseen propiedades morfológicas y biológicas comunes. Varias especies son atacadas por los lentivirus, cuya característica principal consiste en un período de incubación prolongado que desemboca en enfermedad después de varios años.
| Familia      | Subfamilia        | Género       | Ejemplos                                                                                  |
| Retroviridae | Orthoretrovirinae | Retrovirus α | Virus del sarcoma de Rous                                                                 |
| Retroviridae | Orthoretrovirinae | Retrovirus β | Virus del tumor mamario de ratón                                                          |
| Retroviridae | Orthoretrovirinae | Retrovirus γ | Virus de la leucemia de felinos                                                           |
| Retroviridae | Orthoretrovirinae | Retrovirus δ | Virus linfotrópico humano de células T (VLTH-1/2)                                         |
| Retroviridae | Orthoretrovirinae | Retrovirus ε | Virus del sarcoma dérmico de Wally                                                        |
| Retroviridae | Orthoretrovirinae | Lentivirus   | Virus de la inmunodeficiencia humana (VIH-1/2) Virus de la inmunodeficiencia simia (VIS). |
| Retroviridae | Spumaretrovirinae | Espumavirus  | Espumavirus humano                                                                        |

El VIH fue descubierto y considerado como el agente de la naciente epidemia de sida por el equipo de Luc Montagnier en Francia en 1983. El virión es esférico, dotado de una envoltura y con una cápside proteica. Su genoma es una cadena de ARN monocatenario que debe copiarse provisionalmente al ADN para poder multiplicarse e integrarse en el genoma de la célula que infecta. Los antígenos proteicos de la envoltura exterior se acoplan de forma específica con proteínas de la membrana de las células infectables, especialmente de los linfocitos T CD4.
Desde su ingreso en la célula hospedadora, la cadena simple de ácido ribonucleico (ARN) viral comienza su transformación en una doble cadena de ácido desoxirribonucleico (ADN) por acción de la enzima transcriptasa inversa que forma parte del virus. La integrasa y otros cofactores actúan para que el ARN del virus se fusione con el ADN de la célula hospedadora a través de la transcripción en el genoma de la célula que aloja al virus. De esta manera, la célula queda infectada por el virus. Después de este proceso, los lentivirus reaccionan de dos maneras posibles: puede ocurrir que el virus entre en latencia mientras la célula infectada continúa en funciones, o bien, que el virus comience a replicarse activamente y libere viriones capaces de infectar otras células.
Existen dos tipos del VIH, llamados VIH-1 y VIH-2. El primero de ellos corresponde al virus descubierto originalmente, que recibió los nombres de LAV y HTLV-III por parte de los dos equipos que estaban investigando el agente etiológico del sida durante la primera mitad de la década de 1980. El VIH-1 es más virulento e infeccioso que el VIH-2 y es el causante de la mayoría de infecciones por VIH en el mundo. El VIH-2 es menos infeccioso y se encuentra confinado casi exclusivamente a los países de África occidental.

## Estructura y genoma del VIH

### Estructura

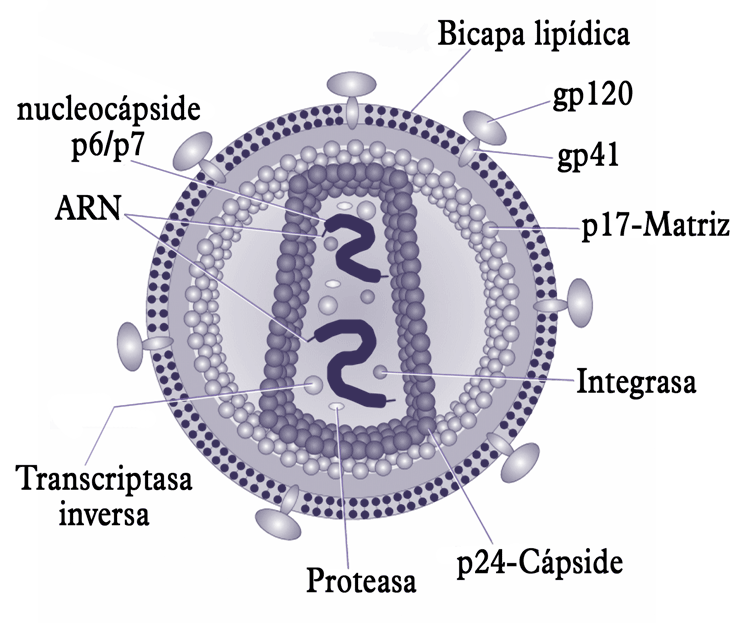
Estructura del VIH.

El VIH comparte con los retrovirus las características esenciales de esa familia. El virión contiene información genética bajo la forma de ácido ribonucleico (ARN), protegido por una envoltura de membrana. Los retrovirus insertan su información genética en las células hospedadoras por acción de la transcriptasa inversa.
Un virión del VIH tiene una forma aproximadamente esférica con un diámetro de 80-100 nm. Está constituido por tres capas. La exterior es una bicapa lipídica. Posee 72 espículas formadas por las glicoproteínas gp120 y gp41 que actúan en el momento de la unión del virus a la célula hospedadora. La capa intermedia está constituida por la núcleocápside icosaédrica. La capa interior tiene forma de un cono truncado. Está constituida por el ARN viral y la nucleoproteína. La cadena genética del VIH está constituida por un ARN de cadena simple compuesto por dos filamentos idénticos. El ARN contiene varios genes, cada uno de los cuales codifica las diversas proteínas que el VIH necesita para reproducirse.

### Genoma y composición

Genoma del VIH-1.

Los genomas del VIH-1 y VIH-2 son muy similares. Ambos están compuestos por los tres genes básicos de la familia de los retrovirus. Se trata de los genes gag, pol y env. Cada uno de estos genes codifica proteínas que ayudan a la reproducción del virus. El genoma del VIH posee otros seis genes adicionales: tat, vpr, rev, vpu (vpx en el caso del VIH-2), vif y nef.

#### Genes estructurales
Las proteínas estructurales son codificadas por los genes gag, pol y env, y su secuencia cubre la mayor parte del genoma viral, quedando solo una parte menor para el resto de los genes.
El gen gag es traducido a una proteína precursora, la p55, que luego se asocia, durante la gemación por la que se liberan nuevas partículas víricas desde la célula infectada, a dos copias del ARN viral, para el que presenta una región afín, y a otras proteínas virales y celulares. Una proteasa, producto del gen pol corta durante la maduración del virión la p55 en cuatro proteínas que se incorporan a sus lugares respectivos:
- La proteína p24 forma la cápside.
- La proteína p17 constituye la matriz, situada bajo la envoltura, a la que estabiliza. Una parte de las proteínas se unen al complejo molecular que acompaña al ADN viral al interior del núcleo. En la superficie de la proteína existe una región cariofílica (literalmente afín al núcleo) que es reconocida por la maquinaria molecular de importación nuclear. Este es el mecanismo que permite al VIH infectar células diferenciadas, no destinadas a dividirse, algo que no ocurre en ningún otro retrovirus.
- Las proteínas p6 y p7 (o p9) forman la nucleocápside. La región de la p55 correspondiente al polipéptido p6 es responsable de la incorporación de la proteína accesoria Vpr (producto de la traducción del gen vpr) al virión en formación y de la interacción con la membrana de la célula que hace posible la gemación. La p7 (p9) es responsable del reconocimiento y la incorporación del ARN al virión y además interviene en la transcripción inversa facilitándola.

Dentro de la cápside, además de las dos copias idénticas del ARN viral hay ejemplares de tres enzimas necesarias para la multiplicación del virus: una transcriptasa inversa, una integrasa y una proteasa. Estas enzimas, así como una ARNasa se producen a partir de la proteína Pol, después del corte de una proteína precursora mixta derivada de la cotraducción, una de cada 20 veces, de los genes gag y pol. La propia proteasa vírica rompe la proteína anterior, con una eficiencia limitada, para obtener las proteínas Gag (p55) y Pol. Luego la proteína precursora Pol es cortada a su vez para formar las cuatro proteínas funcionales citadas:
- La proteasa (p10). Se trata de una aspartil-proteasa cuya forma funcional es un dímero del que se conoce la estructura tridimensional. Actúa cortando las piezas de las proteínas Gag, Pol y de la Gag-Pol. Una parte de los fármacos empleados contra el VIH son inhibidores de su función.
- La transcriptasa inversa (p50) cuya función es la síntesis del ADN de doble cadena del provirus usando como patrón la cadena singular del ARN viral. Es una ADN-polimerasa que puede actuar como dependiente del ADN tanto como del ARN. Una vez formada la primera cadena de ADN, complementaria del ARN viral, la ARNasa lo separa de él, lo que permite a la transcriptasa inversa ejecutar la síntesis de la segunda cadena de ADN tomando como molde la primera que se formó. Así pues, para la síntesis de la primera cadena la actividad de la transcriptasa inversa es ARN-dependiente, pero para la de la segunda es ADN-dependiente. También existen múltiples fármacos contra la actividad de la transcriptasa inversa.
- La ARNasa (p15), que como se ha dicho separa las cadenas de ARN de las de la ADN durante la transcripción inversa.
- La integrasa (p31) realiza la inserción del ADN proviral en el genoma de la célula huésped. No se requiere ATP para su actividad y debe cumplir sucesivamente tres funciones:
  - Con una actividad exonucleasa corta dos núcleótidos del extremo 3' de cada una de las dos cadenas del ADN proviral.
  - Con una actividad endonucleasa (de doble cadena) corta el ADN del huésped en el punto de integración. No hay un lugar fijo en el genoma para que esto se realice, sino que ocurre en cualquier región muy accesible de la cromatina, lo que se supone que favorece la expresión del provirus, al coincidir esas regiones del genoma con las más transcritas.
  - Por último, con una actividad ligasa el ADN proviral es soldado, mediante solo un enlace covalente en cada extremo, en el ADN celular.

En la actualidad existen varios fármacos comercializados contra la actividad de la integrasa, los inhibidores de integrasa.
La envoltura se basa en una bicapa lipídica, lo mismo que cualquier membrana biológica, y sus componentes estructurales básicos proceden de la membrana plasmática de la célula parasitada. Pero la envoltura porta además regularmente espaciadas 72 espículas, que son complejos proteicos integrados en la membrana formados por proteínas virales codificadas por el gen env. Cada espícula está formada por una pieza de la proteína gp41, integral en la membrana, y una cabeza externa formada por la proteína gp120, esencial para el acoplamiento con el exterior de ciertas células previo a su invasión. Entre los dos componentes de las espículas existe una unión no covalente. Las proteínas gp41 y gp120 se sintetizan como una sola poliproteína, gp160, con la información del gen env antes de que sea cortada por una proteasa de la célula. La proteína Env existe como trímero en la superficie de los viriones y las células infectadas.
Los fármacos inhibidores de la fusión funcionan contra la proteína gp41, para evitar su unión a los linfocitos.

### Proteínas reguladoras

#### Tat
La proteína Tat existe en dos formas, una larga, de 101 restos aminoácidos de longitud, y otra más corta, de sólo 72. La segunda se produce cuando en fase temprana se produce una edición completa del ARNm viral, la primera cuando en una fase más tardía solo se realiza una edición parcial. La proteína Tat (por transactivator) es imprescindible para la producción de nuevos viriones, que promueve activamente. La proteína se une a una región de 59 nucleótidos situada en el extremo 5' del ARN viral llamada TAR (Transactivator Active Region) y actúa como un transactivador, algo excepcional, puesto que éstos suelen unirse al ADN, no al ARN. En cuanto este extremo inicial del genoma viral ha sido transcrito desde el ADN proviral, la proteína Tat se une a él y promueve su elongación favoreciendo la transcripción del resto de la cadena.

#### Rev
La proteína rev regula la expresión del ARN viral controlando el ritmo de exportación del ARNm.

#### Tat y Rev: acción conjunta
La acción sinergística de Tat y Rev fuertemente incrementa la expresión de proteínas virales.
Los papeles que Tat y Rev desempeñan en la regulación transcripcional del VIH-1 y en la expresión de proteínas estructurales, respectivamente, hacen Tat y Rev esenciales para el ciclo de vida del VIH. Sus funciones facilitan la expresión de proteínas virales en dos etapas. Después de la integración del ADN proviral y de su transcripción en un nivel basal, solamente los RNAms de 2 KB se transportan al citoplasma. Esto permite la síntesis de Tat, Rev y de Nef. Tat y Rev entonces son transportadas al núcleo, donde actúan para aumentar la transcripción del ADN del provirus (Tat) y del transporte de todos los RNAms virales al citoplasma (Rev).
La expresión de proteínas codificada por las clases de RNAm de 9 KB y 4 KB (Gag, Gag-Pol, Env, Vpr, Vif, y de Vpu) puede entonces ocurrir. Estudios donde se han mutado genes virales han determinado que Vif, Vpr, Vpu y Nef no son esenciales para la producción de partículas infecciosas en cultivos celulares "in-vitro". Sin embargo, la conservación de dichas proteínas accesorias en el genoma del VIH sugiere que todas desempeñan papeles importantes durante el ciclo infeccioso en el huésped. Los roles de estas proteínas serán descritos a continuación.

### Proteínas accesorias

#### Vif: incremento en infectividad y protección del genoma viral
Vif es una proteína de 193 aminoácidos que está presente en bajos niveles adentro de los viriones, e interactúa con en RNA genómico viral. La división de esta proteína reduce la infectividad del VIH-1 en cultivos celulares y en modelos animales de patogénesis. No obstante, el mecanismo de acción de Vif se ha empezado a entender recientemente. La ausencia de Vif en partículas infecciosas no puede ser compensada con la expresión de Vif en las células infectadas. Estudios recientes han demostrado que Vif es requerida para eliminar la acción del factor ApoBEC3G, la cual es una deaminasa de citidinas, que convierte la citosina en uracilo, y emplea como sustrato el ADN de cadena sencilla. Además, esta enzima posiblemente actúa durante el ciclo de la transcriptasa inversa, modificando así la cadena negativa del DNA, porque esta es la fase en la cual el ADN de cadena sencilla está disponible. ApoBEC3G es selectivamente incorporada dentro de las partículas de VIH, resultando en un alto nivel de mutaciones en el genoma viral. Dado que estos altos niveles de mutación son perjudiciales para la viabilidad del virus, VIH ha evolucionado una estrategia para abolir esta poderosa barrera. Sin embargo, estudios recientes sugieren que ApoBEC3G no requiere su acción enzimática para tener efecto. Estudios más recientes han implicado que ApoBEC3G tiene un rol en la inhibición de ciertas fases en el ciclo de la transcriptasa inversa.

#### Vpu: facilita el desprendimiento de viriones en células infectadas
Vpu es una proteína de 81 aminoácidos que es insertada en membranas vía su terminal nitrogenado. Vpu se acumula en el aparato de Golgi y en endosomas celulares. Vpu es única en HIV-1 y no hay homólogos en lentivirus relacionados como el VIH-2 y el VIS. A Vpu se le han atribuido dos actividades.

##### Degradación de la proteína CD4
En la ausencia de Vpu, la proteína CD4 interactúa con la proteína viral gp160 recién sintetizada para formar un complejo insoluble, el cual retiene gp120 dentro de la célula. La región citoplásmica de Vpu se puede unir con CD4 y con la proteína β-TrCP. Esto induce la ubiquitinización de CD4 y su subsiguiente degradación por el proteasoma, incrementando así la expresión de gp120 en la superficie celular.

##### Realza en el desprendimiento de viriones de la membrana celular
Esta actividad depende de la región transmembranal de Vpu. En la ausencia de Vpu, los viriones se acumulan en la superficie celular en un estado parcialmente desprendido. Expresión de Vpu resulta en la liberación facilitada de viriones de la membrana celular. Remarcablemente, este efecto no está restringido solamente al VIH-1; Vpu también facilita el desprendimiento de otros virus no relacionados. El mecanismo por la cual esto ocurre es desconocido. Se ha sugerido que Vpu facilita la fluidez de la membrana celular por medio de un canal de cationes. También se ha sugerido que Vpu causa disrupción de interacciones entre proteínas del VIH y de la superficie celular; esto previene la endocitosis de viriones recientemente desprendidos de la célula...

## Ciclo de replicación

Ciclo de replicación del VIH.

Las células que el VIH invade son esencialmente los linfocitos T CD4+, pero también en menor medida los monocitos/macrófagos, las células dendríticas, las células de Langerhans y las células de microglía del cerebro. La replicación viral tiene pues lugar en tejidos diversos (de ganglios linfáticos, intestino, cerebro, timo,…). Los órganos linfoides, sobre todo los ganglios linfáticos, constituyen la principal sede de su replicación. El virus está presente en numerosos líquidos del organismo, en particular la sangre y las secreciones genitales.
La replicación del virus se desarrolla en las siguientes etapas:
- La fijación: representa la primera etapa en la invasión de una célula. Se basa en el reconocimiento mutuo y acoplamiento de proteínas de la envoltura del virión, las gp120 y gp41, y los receptores de la célula blanca, los CD4. Este reconocimiento no es posible sin ayuda de correceptores propios de las células susceptibles de ser invadidas; en el caso de los macrófagos son los CCR5 y en el caso de los LT4, los CXCR4, que interactúan con la proteína superficial. Macrófagos y LT4 tienen en común su principal receptor: el receptor CD4. Este reconocimiento es condición obligada para que el virus llegue a penetrar en la célula y continuar con el proceso de infección.

- La penetración: es el segundo paso, una vez reconocido el virión por los receptores de superficie, se vacía dentro de la célula fusionándose la envoltura lipídica del virión con la membrana plasmática de la célula. Protegidos por la cápside y las nucleocápsides, los dos ARN mensajeros que forman el genoma viral y sus proteínas asociadas se encuentran ahora en el citoplasma.luego ocurre la eliminación de las cubiertas proteicas, cápside y nucleocápsides, quedando el ARN vírico libre en el citoplasma y listo para ser procesado.

- La transcripción inversa del ARN vírico para formar ADNc (ADN complementario, monocatenario) con la misma información: Cada una de las dos moléculas de ARN llega desde el virión asociada a una molécula de transcriptasa inversa que se ocupa del proceso. Las dos moléculas de ADNc se asocian para formar una molécula de ADN, que es la forma química de guardar la información que una célula eucariota es capaz de procesar. Durante la preintegración el genoma viral es vulnerable a factores de transcripción como la TRIM5-α. Sin embargo, la cápside del VIH-1 no es reconocida por la forma humana del TRIM5-α por lo que no impide su integración.

- Integración del genoma vírico en el genoma de la célula huésped: Para ello penetra en el núcleo y se inserta en el ADN celular con ayuda de una integrasa, que procede del virión infectante.

- La transcripción del ADN vírico por los mecanismos normales de la célula: El resultado de la transcripción es un ARNm (ARN mensajero).El ARNm obtenido es complejo, constituido por una sucesión de intrones (partes no informativas) y exones (partes informativas). Debe ser procesado por cortes y reempalmes antes de que la información que contiene pueda servir para fabricar las proteínas correspondientes. Una vez procesado, el ARNm puede salir del núcleo a través de los poros nucleares.

La transcripción es llevado a cabo por la familia de factores de transcripción Rel/NF-kB. Sin embargo, este factor no existe en forma activa en los linfocitos T CD4 en estado de reposo celular y es inducido solo en el curso de los procesos de activación inmunológica, lo que significa que la replicación del VIH depende solo de la activación de los linfocitos T CD4 infectados.
- Traducción: Una vez en el citoplasma el ARNm proporciona la información para la traducción, es decir, la síntesis de proteínas, que es realizada a través del aparato molecular correspondiente, del que forman la parte fundamental los ribosomas. El resultado de la traducción no consiste inmediatamente en proteínas funcionales, sino en poliproteínas que aún deben ser cortadas en fragmentos.

Por acción de peptidasas específicas del VIH, las poliproteínas producto de la traducción son procesadas, cortándolas, para formar las proteínas constitutivas del virus.Las proteínas víricas fabricadas se ensamblan, junto con ARN provirales, para formar los componentes internos de la estructura del virión, los que constituyen la cápside y su contenido.
- Gemación: El último paso, ocurre cuando los nucleoides víricos se aproximan a la membrana plasmática y se hacen envolver en una verruga que termina por desprenderse, formando un nuevo virión o partícula infectante. En cada célula infectada se ensamblan varios miles de nuevos viriones, aunque muchos son incompletos y no pueden infectar.

## Vías de transmisión del virus
| Riesgo estimado de adquisición del VIH según el tipo de exposición | Riesgo estimado de adquisición del VIH según el tipo de exposición                 | Riesgo estimado de adquisición del VIH según el tipo de exposición | Riesgo estimado de adquisición del VIH según el tipo de exposición | Riesgo estimado de adquisición del VIH según el tipo de exposición |
| ------------------------------------------------------------------ | ---------------------------------------------------------------------------------- | ------------------------------------------------------------------ | ------------------------------------------------------------------ | ------------------------------------------------------------------ |
| Tipo de exposición                                                 | Número estimado de infecciones por cada 10 000 exposiciones a una fuente infectada |                                                                    |                                                                    |                                                                    |
| Transfusión de sangre                                              | 9,000                                                                              |                                                                    |                                                                    |                                                                    |
| Parto                                                              | 2,500                                                                              |                                                                    |                                                                    |                                                                    |
| Inyección de droga-                                                | 67                                                                                 |                                                                    |                                                                    |                                                                    |
| Coito anal receptivo*                                              | 50                                                                                 |                                                                    |                                                                    |                                                                    |
| Aguja de laboratorio percutánea                                    | 30                                                                                 |                                                                    |                                                                    |                                                                    |
| Coito vaginal receptivo*                                           | 10                                                                                 |                                                                    |                                                                    |                                                                    |
| Coito anal insertivo*                                              | 6.5                                                                                |                                                                    |                                                                    |                                                                    |
| Coito vaginal insertivo*                                           | 5                                                                                  |                                                                    |                                                                    |                                                                    |
| Felación receptiva*                                                | 1                                                                                  |                                                                    |                                                                    |                                                                    |
| Felación insertiva*                                                | 0.5                                                                                |                                                                    |                                                                    |                                                                    |
| * sin uso de preservativo                                          |                                                                                    |                                                                    |                                                                    |                                                                    |

El VIH solo se puede transmitir a través del contacto entre fluidos corporales que poseen una alta concentración viral. El virus no se transmite de manera casual. De acuerdo con los CDC (Centros para el control y la prevención de enfermedades) de Estados Unidos, no se han encontrado casos en que abrazos, besos secos o saludos con las manos hayan sido causantes de infección. El virus ha sido aislado en la saliva, las lágrimas, la orina, el semen, el líquido preseminal, los fluidos vaginales, el líquido amniótico, la leche materna, el líquido cefalorraquídeo y la sangre, entre otros fluidos corporales humanos.
Las tres formas de transmisión son:
- Sexual (relaciones sexuales sin protección). Por relaciones sexuales orales, vaginales o anales sin protección en el contacto de secreciones infectadas con la mucosa genital, rectal u oral de la otra persona. Por este motivo, se considera el VIH como una infección de transmisión sexual.

- Sanguínea (por sangre). Por contacto con sangre al compartir jeringas para la utilización de drogas inyectables u otros elementos para el consumo, así como otros elementos corto-punzantes como los usados  durante la realización de piercings, tatuajes y escarificaciones. La transmisión también se puede producir por transfusiones de sangre o productos derivados de la sangre no controladas, lo que ha afectado particularmente a personas hemofílicas en los inicios de la epidemia. La transmisión sanguínea también puede producirse en personas trabajadoras de la salud que se exponen accidentalmente.

- Perinatal (de madre a hijo). También conocida como Vertical.[4] La transmisión puede ocurrir durante el embarazo, el parto o la lactancia.  Actualmente es posible controlar la transmisión por esta vía para lo que un aspecto clave es el conocimiento del diagnóstico de la madre para poder tomar las medidas necesarias tanto en la planificación previa al embarazo como desde el inicio del embarazo para la administración de tratamiento antirretroviral especialmente indicado para estas situaciones. En el momento del parto puede indicarse cesárea, pero también es posible la realización de un parto vaginal. Se suprime la producción de leche, y con ello la lactancia, e incluso se da tratamiento antirretroviral al recién nacido.

## Profilaxis Pre-Exposición (PrEP)
Artículo principal: Profilaxis preexposición para el VIH
Es el uso de antirretrovirales de manera profiláctica previo a la exposición o contacto, con el propósito de evitar la infección por VIH hasta en un 99% o, en el caso de Lenacapavir, hasta un 100%, siempre y cuando se utilice de manera adecuada.
Está dirigido a personas con alto riesgo de infección, entre las que se encuentran:
- HSH
- Parejas serodiscordantes
- Usuarios de drogas intravenosas
- Uso inconsistente de condón

Actualmente, hay varios esquemas de PrEP. Tradicionalmente, se utilizan esquemas orales diarios basados en Tenofovir (Tenofovir Disoproxil Fumarato o Tenofovir Alafenamida) en combinación con Emtricitabina. Actualmente, hay nuevos esquemas parenterales: Cabotegravir y Lenacapavir. Asimismo, hay un anillo vaginal de Dapivirina.

## Profilaxis post exposición
La profilaxis post-exposición (PEP) es el tratamiento antirretroviral a corto plazo para reducir la probabilidad de infección por el VIH después de haber sufrido una exposición potencial, ya sea ocupacionalmente o por otros motivos.
Debe proporcionarse como parte de las precauciones universales a la hora de reducir la exposición a fuentes de infección y siempre debería ser valorada por un equipo médico adecuadamente formado de un servicio de urgencias.
La administración de fármacos antirretrovirales como profilaxis post exposición debería abordarse con extrema cautela; estos medicamentos no pueden considerarse una alternativa a otras estrategias de prevención como el uso de condones o las medidas de bioseguridad.
Si se administra poco después de la exposición (dentro de las 72 horas), la PEP puede reducir el riesgo de infección por el VIH en más del 80 %. Completar el ciclo completo de 28 días de tratamiento con los antirretrovirales es fundamental para que la intervención sea efectiva.
En condiciones ideales, la profilaxis (tomar la medicación antirretroviral) debería iniciarse 1 o 2 horas después de la presunta exposición al VIH, pero nunca después de 72 horas. Los datos indican que cuanto antes se inicie el tratamiento, mayor es la probabilidad de éxito.
En algunos países, como en América del Norte y algunas zonas de Europa, la profilaxis post exposición puede obtenerse en los servicios de urgencias de cualquier hospital.

## Historia natural de la infección por VIH

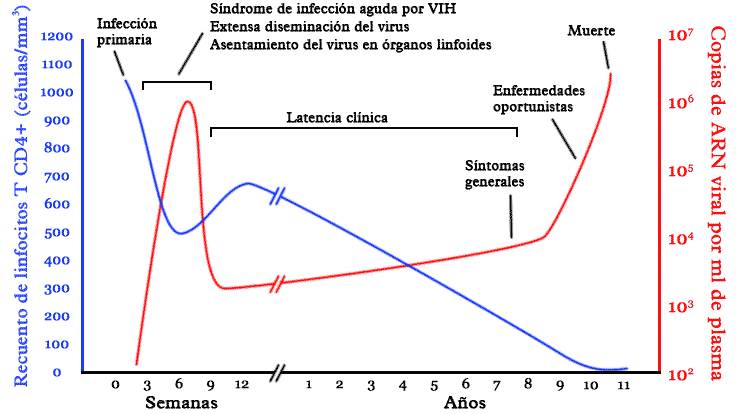
Diagrama sobre la historia natural de la infección por VIH.

La infección por VIH se presenta en diversas etapas, identificadas por un conjunto de síntomas e indicadores clínicos. En ausencia de un tratamiento adecuado, el virus se replica constantemente e infecta los linfocitos T-CD4, que constituyen una parte esencial del sistema inmunológico en los seres humanos. Por su parte, el sistema inmunológico del portador del VIH reacciona ante la presencia del virus y genera una respuesta que puede mantener la infección bajo control al menos por un tiempo, mediante la reposición de células defensivas. Al término de un período que se puede prolongar por varios años, el VIH se vuelve resistente a las defensas naturales del cuerpo y destruye el sistema inmune del portador. De esta manera, el individuo seropositivo queda expuesto a diversas enfermedades oportunistas y puede fallecer.

El estadio de la enfermedad y su prognosis o el efecto de una terapia antiviral con antiretrovirales se mide bien con una combinación de dos parámetros:
- Población de linfocitos T CD4/ml. Se determina mediante citometría de flujo.
- Cuantificación de la carga viral (copias/ml), mediante PCR cuantitativa.

### Fase aguda
La fase de la infección aguda por VIH inicia en el momento de la infección. El virus se propaga por el cuerpo de la persona infectada a través de sus fluidos corporales. En un plazo de días, el VIH infecta no solo las células expuestas inicialmente (por ejemplo, las células de la mucosa vaginal o rectal en el caso de una infección por vía sexual), sino también los ganglios linfáticos. Durante ese tiempo, el VIH se multiplica dentro del organismo hasta alcanzar niveles propios de la infección crónica. El tejido linfoide asociado a los intestinos constituye uno de los principales espacios del cuerpo humano donde tiene lugar la reproducción inicial del VIH por su alto porcentaje de linfocitos T CD4.
Un porcentaje importante de personas que contraen el virus no presenta síntomas de la infección en su fase aguda. Es decir, son pacientes asintomáticos. Sin embargo, se calcula que entre el 40/50 %-90 % o hasta el 80 % de los casos de infección con VIH-1 presentan manifestaciones clínicas. El cuadro de la infección aguda es similar al de una mononucleosis infecciosa: fiebre, malestares musculares, inflamación de los ganglios, sudoración nocturna, diarrea, náuseas y vómito. La gran mayoría de los seropositivos no reciben diagnóstico del cuadro agudo de la infección por VIH, pues son síntomas compartidos por varias enfermedades. Por lo tanto, presentar un conjunto de síntomas como el descrito aquí no es indicador necesario de que una persona se haya infectado por VIH, aunque es recomendable que quien considere que ha estado expuesto a la transmisión y presente los síntomas, acuda a un especialista para recibir atención médica. El cuadro de la infección aguda por VIH aparece entre cinco y diez semanas después de la exposición al virus, y desaparece unos pocos días después.
El VIH ataca principalmente los linfocitos T CD4+, que forman parte del sistema inmune de los seres humanos. Aunque estas células por sí mismas no tienen una función de ataque contra células extrañas al cuerpo, tienen un papel importante en la respuesta inmunológica adaptativa. En una persona con buena salud, el número de linfocitos T CD4+ oscila entre 1200 y 500 μl. Durante la fase asintomática de la infección, la proporción de linfocitos infectados 1/1000-1/100 000, que aumentará progresivamente hasta llegar a 1/100 en la infección crónica. Durante la fase aguda de la infección, las pruebas tradicionales siempre darán negativo porque no detectan directamente el VIH, sino los anticuerpos producidos como respuesta por el sistema inmune, lo que ocurre alrededor de la 12a semana después de la exposición. En contraste, las pruebas de carga viral, que contabilizan el número de copias del ARN del virus en la sangre, arrojarán como resultado una elevada cantidad de copias del VIH durante la fase aguda de la infección.

### Fase crónica
A los síntomas iniciales les sigue una etapa denominada latencia clínica, VIH asintomático o VIH crónico. Sin tratamiento, esta segunda etapa de la historia natural de la infección por el VIH puede durar desde unos tres años (progresores rápidos) hasta más de 20 años (de media, unos ocho años). A este último grupo se los llama “no progresores a largo plazo” o LNTP (por sus siglas en inglés): personas que han estado infectadas por el VIH durante más de 20 años sin ningún síntoma clínico o evidencia de progresión clínica. 
Aunque normalmente hay pocos o ningún síntoma al principio, cerca del final de esta etapa muchas personas experimentan fiebre, pérdida de peso, problemas gastrointestinales y dolores musculares. Entre el 50% y el 70% de las personas también desarrollan linfadenopatía generalizada persistente, caracterizada por un agrandamiento inexplicable y no doloroso de más de un grupo de ganglios linfáticos (distintos de los de la ingle) durante más de tres a seis meses.
Aunque la mayoría de los individuos infectados por el VIH-1 tienen una carga vírica detectable y, en ausencia de tratamiento, acabarán evolucionando hacia el SIDA, una pequeña proporción (alrededor del 5%) conserva niveles elevados de linfocitos T CD4+ (linfocitos T ayudantes) sin terapia antirretrovírica durante más de cinco años. Estos individuos se clasifican como "controladores del VIH" o no progresores a largo plazo (LTNP). Otro grupo está formado por aquellos que mantienen una carga viral baja o indetectable sin tratamiento antirretroviral, conocidos como "controladores de élite" o "supresores de élite". Representan aproximadamente 1 de cada 300 personas infectadas.

### Síndrome de inmunodeficiencia adquirida

Principales síntomas del sida.

El sida constituye la etapa crítica de la infección por VIH. En esta fase de la infección, el portador del VIH posee un sistema inmunológico que probablemente sea incapaz de reponer los linfocitos T CD4+ que pierde bajo el ataque del VIH y también ha visto reducida su capacidad citotóxica hacia el virus. Este fenómeno coincide con el aumento en las tasas de replicación del virus, que merma la capacidad de reacción del anfitrión ante otros agentes causantes de enfermedades. De esta manera, el portador del virus es presa potencial de numerosas infecciones oportunistas que le pueden conducir a la muerte. La neumonía por P. jiroveci, el sarcoma de Kaposi, la tuberculosis, la candidiasis y la infección por citomegalovirus son algunas de las infecciones más frecuentes que atacan a los seropositivos que han desarrollado sida.
La mayoría de los pacientes que han desarrollado sida no sobreviven más de tres años sin recibir tratamiento antirretroviral. Sin embargo, incluso en esta fase crítica el sida y el VIH pueden ser controlados mediante la terapia antirretroviral de gran actividad. Los antirretrovirales brindan una mejor calidad de vida a un portador del VIH y aumentan sus posibilidades de supervivencia, tanto que hoy en día la enfermedad ha pasado de ser mortal a crónica. 
La medicación con antirretrovirales no hace desaparecer el virus de los “reservorios” donde el VIH permanece de forma latente, pero sí consigue reducir la carga viral en sangre hasta el punto de ser indetectable (Carga viral indetectable (VIH)) e impedir su transmisión a otras personas.

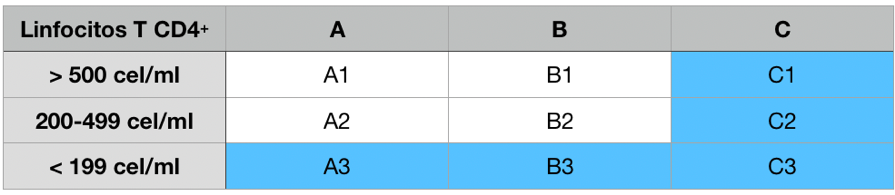
Tabla de clasificación de los infectados por VIH (OMS).

La OMS (Organización Mundial de la Salud) ha clasificado a los infectados por VIH en 9 categorías en función del número de linfocitos T CD4 por mililitro de sangre y de la fase de la infección en la que se encuentren:
- Categoría A: pacientes en la fase precoz de la infección.
- Categoría B: pacientes en la fase crónica de la infección.
- Categoría C: pacientes en la fase final de la infección.

De este modo, solo los infectados que se encuentren dentro de las categorías azules tienen sida, los demás pacientes solo se consideran infectados por VIH.

### Enfermedades Oportunistas asociadas a VIH
Artículo principal: Enfermedades oportunistas
Al disminuir el conteo de linfocitos T CD4+ aumenta el riesgo de desarrollo de infecciones oportunistas.
| Tipo de Agente | Ejemplos comunes                                                                      | CD4+ típico |
| -------------- | ------------------------------------------------------------------------------------- | ----------- |
| Bacterias      | Mycobacterium tuberculosis, MAC                                                       | <200, <50   |
| Virus          | Citomegalovirus, HSV                                                                  | <50         |
| Hongos         | Pneumocystis jirovecci, Candida spp., Cryptococcus neoformans, Histoplasma capsulatum | <100-200    |
| Parásitos      | Toxoplasma gondii, Cryptosporidium spp.                                               | <50-100     |
| Neoplasias     | Sarcoma de Kaposi, Linfoma de Burkitt, Linfoma no Hodgkin, Cáncer de cuello uterino   | Variable    |

## Inmunopatogenia
La principal afectación del VIH en el organismo es el “agotamiento” del sistema inmune, provocada por la depleción de los linfocitos CD4. Los principales mecanismos de destrucción de estos linfocitos son:
- Acción citopática directa del virus sobre los linfocitos CD4, especialmente los linfocitos activados que tienen las características necesarias para la replicación interna del virus como receptores CCR5 en superficie o niveles elevados de nucleótidos y ATP.

- “Efecto espectador inocente”: La infección viral produce la activación de la respuesta celular. En particular, se produce una rápida expansión clonal de los CD8 durante la fase de primoinfección. Estos, inician efectos citotóxicos contra los CD4 afectados, destruyéndolos.

- Activación crónica del sistema inmune: La sobrecarga viral en el organismo, va a provocar una continua activación del sistema inmune y la consecuente liberación de citocinas. Esta situación va a contribuir al ambiente proapoptótico y va a alterar el funcionamiento de la respuesta, provocando una disminución de la capacidad citotóxica de los linfocitos CD8 por alteraciones en su proceso de diferenciación.

- Apóptosis: Se ha demostrado que partículas virales del VIH como gp120 o proteínas reguladoras como Vpr y Tat pueden inducir la apoptosis de los linfocitos CD4 al interaccionar con sus receptores de membrana.[50]

## Historia

### Origen y evolución
Como otros agentes causantes de enfermedades infecciosas emergentes, el VIH pasó a los seres humanos por zoonosis, es decir por transmisión desde otras especies. La emergencia del sida y la identificación del VIH estimularon investigaciones que han permitido determinar que las variantes del VIH forman parte de un amplio grupo de lentivirus. El VIH es sumamente parecido a un virus que ataca a otros primates. Se trata del Virus de inmunodeficiencia en simios, (SIV), del que se conocen diversas cepas que se transmiten por vía sexual. A diferencia del VIH, el virus de los primates no causa inmunodeficiencia en los organismos que lo hospedan, salvo en el caso del salto de una especie a otra.
El VIH-1, responsable de la actual pandemia, ha resultado estar estrechamente relacionado con el SIVcpz, que infecta a poblaciones de la subespecie centroafricana del chimpancé común (Pan troglodytes troglodytes). El SIVcpz, a su vez, parece derivar por recombinación (un fenómeno que se produce fácilmente cuando infectan al mismo individuo dos cepas víricas diferentes) del SIVrcm, propio del mangabey de collar (Cercocebus torquatus), y del SIVgsn, propio del avoem (Cercopithecus nictitans) Esta hipótesis es sostenida por el hecho de que tanto el VIH como las diversas cepas del SIV poseen el gen vpu, además de que se han reportado transmisiones por SIV entre humanos en África ecuatorial. Las distribuciones actuales de las especies implicadas se solapan, y de los chimpancés se sabe que cazan monos pequeños para comerlos, lo que habría facilitado la coinfección por cepas diversas de SIV. La subespecie oriental del chimpancé, Pan troglodytes schweinfurthi, presenta también infección con una cepa propia del SIVcpz, pero genéticamente alejada del clado formado por el VIH-1 y las cepas de P.t.troglodytes. No se ha encontrado presencia del SIVcpz en la subespecie occidental, P. t. verus, aunque se observó la infección en cautividad de un individuo de esta subespecie.
El salto de la barrera de especie desde P. t. troglodytes a Homo sapiens sapiens se ha producido al menos tres veces, con variantes del VIH-1 que demuestran parentesco con distintas cepas, geográficamente más o menos localizadas, del SIVcpz. Así pues, el VIH-1 es un virus polifilético. El grupo M del VIH-1, responsable de la pandemia actual, debió pasar a los seres humanos en la primera mitad del siglo XX. Los grupos O y N del VIH-1 están restringidos a África Occidental ecuatorial, con el grupo N presente solo en Camerún. Con los datos actuales, parece claro que Pan troglodytes troglodytes es el reservorio desde el que se han producido repetidamente las infecciones humanas por los virus de cuya evolución procede el VIH-1.
A su vez el VIH-2, extendido en África Occidental, procede del SIVsm, propio del mangabeye fuliginoso (Cercocebus atys atys), que habita las selvas costeras desde Senegal hasta Costa de Marfil. El análisis filogenético muestra que el paso a los seres humanos ha ocurrido también varias veces.
Los SIV identificados hasta ahora se encuentran, de forma específica y es en África donde parece tener su origen evolutivo este grupo monofilético de virus, genéticamente bien delimitado del resto de los lentivirus. La prevalencia (frecuencia de la infección) es variable entre especies y poblaciones, aunque no superior al 30 %, en las poblaciones afectadas de chimpancés, pero puede pasar del 50 % en poblaciones de otros primates, como Cercocebus atys.
En todos los casos conocidos el virus parece encontrarse cerca del equilibrio con su huésped natural, como resultado probable de una más o menos larga coevolución, observándose generalmente solo versiones muy atenuadas del síndrome de inmunodeficiencia, como una reducción limitada de linfocitos T CD4+, reducción que no compromete en general la vida del individuo, aunque en un ejemplar de Cercocebus atys se produjo un sida típico después de 18 años de incubación. Este dato hace pensar que, al menos en parte, es la baja longevidad, unida a una larga incubación, lo que hace que la inmunodeficiencia sobrevenida sea un resultado excepcional de la infección en monos.
Según un estudio de 2022 de la Universidad de Oxford publicado en la revista Science, se ha detectado una nueva variante del VIH más contagiosa y dañina. Esta mutación, denominada VB, provoca un declive más rápido de la fuerza del sistema inmunitario, según el estudio.

### Descubrimiento

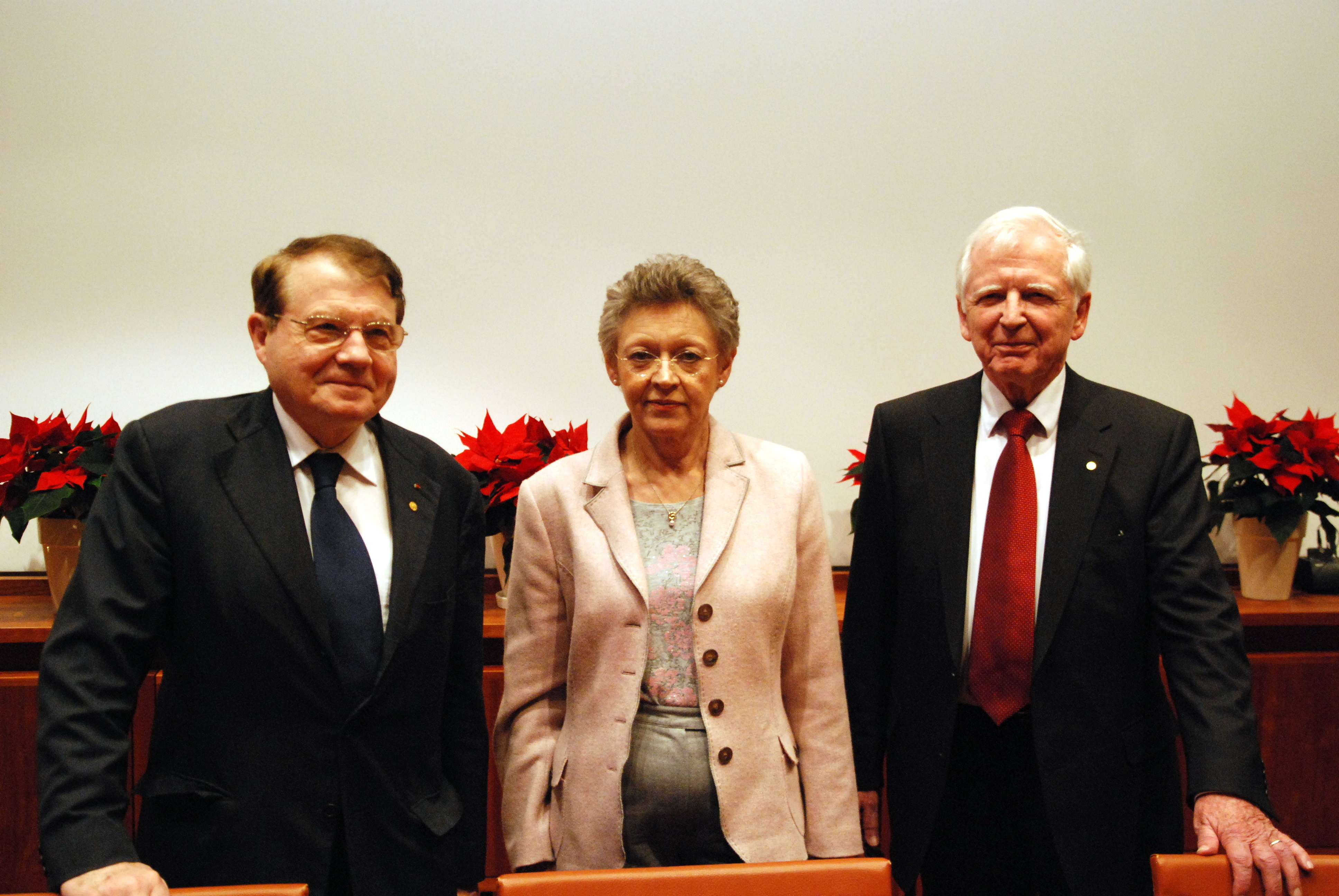
De izquierda a derecha en la foto, Montagnier, Barré-Sinoussi y zur Hausen tras recibir el Premio Nobel de Medicina en 2008. Los dos primeros fueron reconocidos por el descubrimiento del VIH.

Desde 1981 se detectaron casos sorprendentes de infección por Pneumocystis carinii (hoy designado como Pneumocystis jiroveci'), un hongo emparentado con las formas originales de los Ascomycetes, conocido por infectar a pacientes severamente inmunodeprimidos. Inicialmente se observó un grupo de casos semejantes en los que estaban implicados varones homosexuales y donde aparecían a la vez infección por citomegalovirus y candidiasis. Se pensó primero que la causa debía estar ligada a prácticas comunes entre la población homosexual masculina.
Pronto empezaron a aparecer casos que afectaban a varones o mujeres heterosexuales usuarios de drogas intravenosas, así como a sus hijos; también entre pacientes no homosexuales ni bisexuales y con hábitos saludables que habían recibido transfusiones de sangre entera o de productos sanguíneos por su condición de hemofílicos. Luego se pensó, por criterios básicamente epidemiológicos, que la causa debía ser un agente infeccioso que se transmitía de forma semejante a como lo hace el virus de la hepatitis B.
Distintos equipos empezaron a buscar un virus asociado a los casos conocidos de inmunodeficiencia adquirida, tal vez un retrovirus como el que se sabía producía la inmunodeficiencia del gato o como el HTLV, productor de un tipo de leucemia. En 1983, en el Instituto Pasteur de París, un equipo dedicado a la investigación de la relación entre retrovirus y cáncer dirigido por J.C. Chermann, F. Barré-Sinoussi y L. Montagnier, encontró un candidato al que denominó lymphadenopathy-associated virus (virus asociado a la linfoadenopatía, LAV).
En 1984 el equipo de R. Gallo, descubridor del HTLV, único retrovirus humano conocido entonces, confirmó el descubrimiento, pero llamando al virus human T lymphotropic virus type III (virus linfotrópico T humano tipo III, con las siglas HTLV-III). Se produjo una subsecuente disputa sobre la prioridad en la que quedó claro que Gallo había descrito el virus solo después de haber recibido muestras de los franceses. Como parte de la resolución del conflicto, el virus adquirió su denominación definitiva, human immunodeficiency virus (HIV) que en castellano se expresa como virus de la inmunodeficiencia humana (VIH).
En el mismo año, 1983, en que se identificó el virus, diversos equipos empezaron a trabajar en la secuencia de su genoma, publicada a principios de 1985, y comenzó también la caracterización de sus proteínas.
En 1985 se desarrolló técnica ELISA que permite conocer el alcance del virus y se descubrió un nuevo retrovirus en dos pacientes con sida, procedentes de Guinea-Bisáu y las Islas de Cabo Verde, diferente al VIH. Fue entonces cuando campo de estudio se traslada a África Occidental a investigar donde se llevó a cabo estudios en mujeres prostituidas senegalesas con lo que se logró identificar un virus diferente al VIH inicial, pero similar al descubierto en los dos pacientes de Guinea-Bisáu y las Islas de Cabo Verde, el VIH-2.
En 1987 se secuenció el genoma del VIH-2 y se confirmó que el VIH-2 era una zoonosis originario del VIS que diverge del VIH-1 en un 50 % de su genoma y que en vez de tener el gen vpu (VIH-1), tenía el gen vpx (VIH-2).

## Epidemiología

Prevalencia del VIH en el mundo (1982-1996). Clave:
Sin datos
Menos de 0.1%
0.1-0.5 %
0.5-1 %
1-5 %
5-15 %
15-50 %

El VIH se ha convertido en una epidemia de dimensiones mundiales. El Programa Conjunto de Naciones Unidas sobre el VIH/sida (Onusida) coordina esfuerzos internacionales de científicos, gobiernos, iniciativa privada y organizaciones civiles dirigidos a actuar sobre la epidemia del VIH y sus efectos. Onusida observa el desarrollo epidemiológico de la infección por VIH en todo el mundo y emite un reporte sobre la situación de la epidemia cada dos años. Los informes de Onusida recopilan los datos provenientes de todos los países y dan una visión general de la evolución de la pandemia, sus efectos sociales, las estrategias adoptadas para controlarla.
Mundialmente, el modo más común de propagación del VIH sigue siendo la transmisión heterosexual. Entre 1981 y 2007, el sida había causado la muerte de aproximadamente 25 millones de personas alrededor de todo el mundo. En ese mismo año, 33 millones [30-36 millones] de personas estaban infectadas con VIH. La epidemia se ha estabilizado en cuanto que no ha aumentado la proporción de personas infectadas respecto a la población total. Además se ha observado una reducción del total mundial de nuevos casos de infección por VIH, de 3 millones [2,6-3,5 millones] en 2002 a 2,7 millones [2,2-3,2 millones] en 2007.
La región más afectada por la pandemia es África subsahariana, donde radican 21,5 millones [20,5-23,6 millones] de seropositivos. Esta cifra representa casi tres cuartos del total de casos calculados para todo el mundo. Esta región del mundo también presenta los índices más altos de mortalidad por sida y concentra el mayor número de nuevas infecciones.

## VIH en adultos mayores
Históricamente se ha considerado al VIH como una enfermedad de adultos jóvenes; ahora se estima que aproximadamente el 25 % de los pacientes infectados con VIH en los Estados Unidos tienen 50 años de edad o más. Al principio de la epidemia del VIH, una proporción pequeña, pero significativa de los adultos mayores fueron infectadas con el VIH a través de la transfusión sanguínea. Después esta tendencia cambió, los hombres mayores eran infectados a través de relaciones heterosexuales y en menor grado homosexuales o a través del uso de drogas intravenosas.
Estudios de investigación con pacientes VIH-positivos, en mayores de (50 años) frente a jóvenes de menos de (50 años) muestran que mientras más edad, los pacientes tienen más probabilidades de adquirir complicaciones médicas y más limitaciones en el funcionamiento físico.
La salud mental es también un factor importante que afecta a los pacientes. Tanto los hombres como las mujeres VIH-positivas han demostrado malestar psicológico asociado con las pruebas de infección por VIH, y la mayoría de los estudios han demostrado que las mujeres generalmente reportan síntomas psicopatológicos o complicaciones psicológicas mayores que en los hombres.
Uno de los problemas médicos para detectar el VIH y sus asociaciones en los adultos mayores son las respuestas poco fiables de esta población, que conducen a falsas suposiciones acerca del comportamiento de riesgo.

## Fármacos contra el VIH
Existen numerosos fármacos dirigidos a evitar tanto la infección, como la progresión del ciclo vital del virus. Dichos fármacos se clasifican según la proteína a la que van dirigidos (esto es, el paso replicativo que inhiben en su uso). A continuación, se indican los diferentes fármacos existentes, así como el punto del ciclo replicativo que bloquean:
- Inhibidores de la unión o fusión: bloquean la penetración del virus en la célula diana inhibiendo la unión al correceptor CCR5 o CXCR4 de la superficie celular.
- Inhibidores de la transcriptasa inversa análogos de nucleósidos (ITIAN): impiden la replicación vírica mediante la inhibición de la síntesis del DNA complementario. Estos fármacos son reconocidos por el enzima como nucleósidos normales, de modo serán fosforilados e incorporados al DNA complementario.
- Inhibidores de la transcriptasa inversa no análogos de nucleósidos (ITINAN): inhiben la acción del enzima por otros mecanismos, evitando también la reproducción del virus.
- Inhibidores de la proteasa: bloquean la producción de viriones activos.
- Inhibidores de la integrasa: impiden que el virus introduzca su material genético en la célula diana.[64]
- Inhibidores de la maduración del virus: bloquean el correcto procesamiento de Gag, impidiendo la organización de la cápsida cónica típica de los viriones maduros.[65]

En general, y dada la alta tasa de resistencias, está indicado el uso combinado de fármacos de diferentes grupos (politerapia), en lo que se viene llamando TARGA (Terapia AntirRetroviral de Gran Actividad).
El AZT por sí solo no puede destruir directamente el virus; lo que hace este fármaco es inhibir la enzima transcriptasa inversa, con lo que impide que el ARN del Virus se copie hacia ADNc bicatenario y, por consiguiente, evitar que se genere un provirus (el provirus es el ADNc que se integra al genoma de la célula huésped, en este caso es el linfocito T CD4+).
Administrado de forma aislada, es decir, sin ser combinado con los otros medicamentos que componen el TARGA, puede incrementar las mutaciones en el virus que lo hagan más resistente y agresivo, anulando su eficacia terapéutica y acelerando el progreso de la enfermedad. Este riesgo disminuye notablemente cuando se combina con los otros medicamentos de la politerapia. También disminuye sensiblemente su toxicidad al reducirse y ajustarse con mejor precisión sus mínimas dosis efectivas en combinación con los otros componentes del TARGA.
Todas las mujeres embarazadas VIH+ deben tomar fármacos contra el virus, independientemente del número de linfocitos T CD4 y de la carga viral que presenten. El objetivo es reducir la carga viral hasta niveles indetectables y evitar, así, la transmisión vertical del virus. Además, cabe destacar que los tratamientos contra el VIH no aumentan el riesgo de que se produzcan defectos congénitos en el hijo.
Las mujeres embarazadas seropositivas pueden tomar los mismos medicamentos que las mujeres seropositivas no embarazadas, salvo en situaciones en las que el efecto secundario de algún fármaco comporte un riesgo elevado para la madre o el feto.
Las mujeres que tomaban un fármaco contra el virus antes del embarazo, pueden continuar tomándolo. Es importante que sigan correctamente el régimen de tratamiento (horas de toma, dosis, etc.) y es posible que, una vez embarazadas, el médico decida cambiar algunos aspectos del régimen de tratamiento para reducir los efectos secundarios que se puedan producir.
El bebé es mucho más susceptible a infectarse por VIH durante el parto vaginal al pasar por el canal del parto, ya que está expuesto a la sangre y otros fluidos de la madre. Por eso, en esta situación se administra zidovudina vía intravenosa en madres con carga viral alta (>1000 copias/mL) o con carga viral desconocida. Este fármaco puede atravesar la placenta y proporcionar la protección necesaria al bebé para que no pueda ser infectado por el VIH.
Además, para estas mujeres embarazadas con carga viral alta o desconocida, también se recomienda una cesárea electiva o programada para reducir el riesgo de transmisión vertical del VIH. En estos casos, el parto se programa para la semana 38 del embarazo, 2 semanas antes de la fecha estimada.
En cualquier caso debe realizarse un seguimiento del tratamiento antirretroviral (TAR). La carga viral plasmática (CVP) es el principal factor para la monitorización. Se recomienda medir la CVP al comienzo del TAR y a las 4 semanas, y realizar el seguimiento cada 3-4 meses, pudiendo espaciarse hasta los 12 meses su determinación en pacientes con cargas repetidamente suprimidas y estables clínica e inmunológicamente (recuento de linfocitos CD4 > 350 células/μL).
Se considera que hay un fracaso virológico cuando la carga viral es detectable pasadas 24 semanas desde el comienzo del tratamiento antirretroviral, o si tras alcanzar la indetectabilidad, esta vuelve a ser >50 copias/mL en dos determinaciones consecutivas separadas 2-4 semanas.

## Detección del VIH

Representación de los grupos de población que deben realizarse la prueba de VIH.

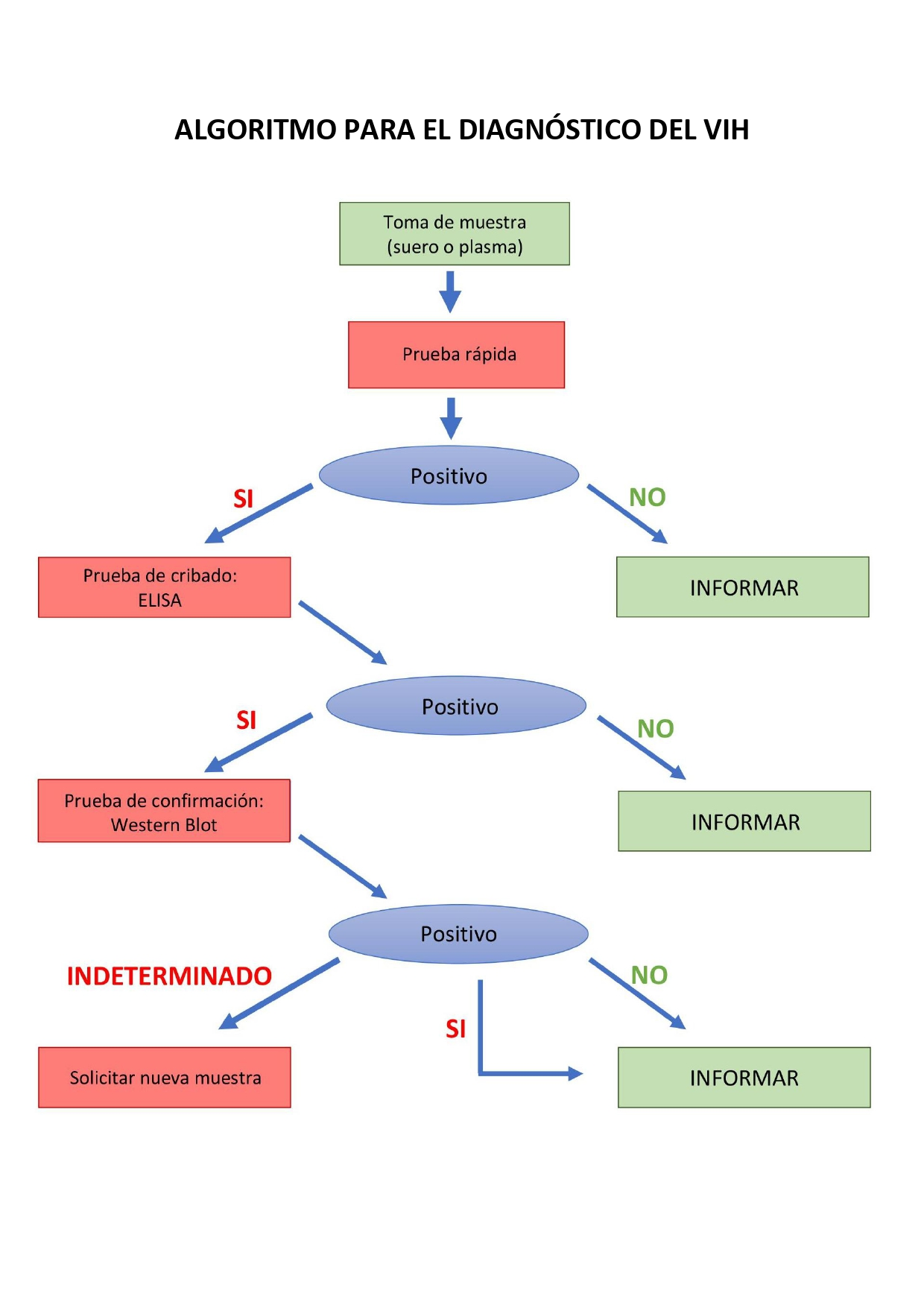
Algoritmo abreviado para el diagnóstico del VIH. Sin embargo, la metodología varía de país en país.

La prueba de diagnóstico del VIH se debe realizar a: mujeres embarazadas, a todas las personas que lo soliciten por sospechar una exposición de riesgo, parejas sexuales de personas VIH, personas usuarias de drogas intravenosas, personas que ejercen la prostitución, personas que han sufrido una agresión sexual, personas procedentes de países con una alta prevalencia (más del 1% de la población está infectada por VIH), casos de donación de sangre, trasplante, injerto o implantación de órganos, estudios de donantes y personas que vayan a entrar en un programa de técnicas de reproducción humana asistida, y obtención y recepción de semen. 
Debido a que no existe ninguna manifestación clínica característica de la infección de VIH, la prueba para detectar la infección ha de llevarse a cabo mediante pruebas de diagnóstico molecular en un laboratorio. Aunque desde 2002 la FDA (Administración de Alimentos y Medicamentos por sus siglas en inglés) aprobó el uso de pruebas rápidas para uso por personal capacitado que brinda un resultado en 20 minutos aproximadamente, que se usan fuera de laboratorio y funciona como una prueba inmunocromatográfica cualitativa para la detección de anticuerpos para los tipos de virus de la inmunodeficiencia humana 1 y 2 (HIV-1 y HIV-2), así como HIV-1 Tipo 0, en suero o plasma humano. Cada dispositivo de prueba contiene una banda de prueba que consta de una almohadilla de prueba, una almohadilla dorada impregnada con un conjugado de proteína HIV y oro coloidal, una tira de nitrocelulosa con proteínas recombinantes VIH inmovilizadas como línea de prueba y un reactivo vinculante de anticuerpos como línea de control, un material absorbente para facilitar el flujo a través del dispositivo, dicha prueba se aplica ya sea en saliva, como en sangre (se toma de igual manera que la glucosa en la yema de algún dedo) y se entrega un resultado (Reactivo/No reactivo). Para el caso que el resultado sea reactivo, será necesario entonces aplicar la prueba de laboratorio para descartar un falso positivo.
El Dispositivo de Prueba Rápida de HIV 1&2 es un ensayo de tamizado. Puesto que la producción de anticuerpos al VIH puede retrasarse después de la exposición inicial, la no reactividad con esta prueba no debe ser considerado evidencia concluyente hasta confirmarse el diagnóstico de igual manera un resultado negativo no descarta la posibilidad de exposición a VIH o infección con el VIH antes de esta prueba solo se conocía la prueba más habitual para detectar la presencia de VIH es la prueba de inmunodetección denominada ELISA. Con esta técnica se pretende detectar los anticuerpos específicos que el organismo produce como respuesta a la presencia del virus. Cabe destacar que, en países donde la prevalencia de la enfermedad es baja, ante un resultado positivo mediante un ELISA, no se debe informar al paciente de la presencia de VIH sin haber confirmado antes la prueba mediante un western blot. Sin embargo, en países o determinados grupos sociales donde el VIH presenta una alta prevalencia, no será necesaria la confirmación con western blot. Desde 2019 la Organización Mundial de la Salud recomienda que se dejen de utilizar las pruebas de western Blot y los inmunoensayos en línea en las estrategias y algoritmos para la detección del VIH.
Por lo tanto, en la mayoría de los casos la seropositividad frente al VIH se detecta a partir de una extracción sanguínea del sujeto con la que se realizará la determinación de anticuerpos anti-VIH por alguna técnica de cribado como la ya nombrada ELISA u otras parecidas. La prueba diagnóstica dirigida al VIH tiene una especificidad del 99 % y una sensibilidad del 99 %.
Aparte de las pruebas conocidas como pruebas de anticuerpos (ELISA), existen otros tipos de pruebas:
- Pruebas de combinación permiten detectar anticuerpos y antígenos del VIH en la sangre. Estas pruebas permiten detectar la infección por VIH antes que una prueba de anticuerpos contra el mismo. Los antígenos ya anticuerpos en sangre tardan en ser detectables de 2 a 6 semanas. Las pruebas de combinación son cada vez más comunes en los Estados Unidos.

- Las pruebas de ácido nucleico examinan la presencia del VIH en la sangre. Permiten detectar el VIH entre 7 y 28 días después de contagiarse. Este tipo de pruebas es muy caro y no se usa habitualmente a menos que la persona haya tenido una exposición de alto riesgo o una posible exposición y presente los primeros síntomas de infección por el VIH. Entre este tipo de pruebas se encuentra la PCR nested o anidada (amplificación de un amplicón contenido dentro de otro producto de una amplificación previa), que posee muy alta especificidad y sensibilidad, pero no cuantifica. Para detectar el virus insertado en el genoma, el ADN proviral, se utiliza una PCR anidada. Para detectar el ARN viral, se usa RT-PCR anidada.

## Vacuna MVA-B: Perspectivas actuales de investigación
En la actualidad, un grupo de investigación español del CSIC, ha presentado una posible vacuna contra el VIH, la vacuna MVA-B.
La vacuna MVA-B se denomina así por su composición a partir del virus Vaccinia Modificado de Ankara (MVA), y la letra B procede del subtipo de VIH contra el que lucha, el más prevalente en Europa.
Esta vacuna se encuentra en la fase I de desarrollo y ha presentado una alta seguridad y eficacia. Un 90 % de los voluntarios vacunados con MVA-B han generado una respuesta inmunitaria defensiva contra el VIH, y el 85 % de ellos la ha mantenido, al menos durante un año.
Para el desarrollo de la vacuna MVA-B, se han introducido cuatro genes del VIH (Gag, Pol, Nef y Env) en la secuencia genética de vaccinia. Si el sistema inmune está sano reacciona frente al MVA, y los genes de VIH insertados en su secuencia no son capaces de infectar a los humanos, lo que garantiza la seguridad del ensayo clínico.
Pese a estos resultados, la vacuna todavía no puede ser comercializada, ya que ha de concluir con éxito todas las fases de desarrollo del ensayo clínico para poder salir al mercado.